# Yessongs
Yessongs är progrockgruppen Yes första livealbum som gavs ut 4 maj 1973. Det släpptes först som en trippel-LP, men har nu återutgivits som en dubbel-CD. Albumet spelades in på sommaren 1972 under turnén som följde albumet Close to the Edge från samma år.

## Låtlista
Sida ett
1. "Opening" (utdrag från "Firebird Suite") - 3:47
2. "Siberian Khatru"- 9:03
3. "Heart of the Sunrise" - 11:33

Sida två
1. "Perpetual Change" - 14:11
2. "And You and I" - 9:33
  1. "Cord of Life"
  2. "Eclipse"
  3. "The Preacher the Teacher"
  4. "Apocalypse"

Sida tre
1. "Mood for a Day" - 2:53
2. "Excerpts from 'The Six Wives of Henry VIII'" - 6:37
3. "Roundabout" - 8:33

Sida fyra
1. "I've Seen All Good People" - 7:09
  1. "Your Move"
  2. "All Good People"
2. "Long Distance Runaround/The Fish (Schindleria Praematurus)" - 13:37

Sida fem
1. "Close to the Edge" - 18:13
  1. "The Solid Time of Change"
  2. "Total Mass Retain"
  3. "I Get Up I Get Down"
  4. "Seasons of Man"

Sida sex
1. "Yours Is No Disgrace" - 14:23
2. "Starship Trooper" - 10:17
  1. "Life Seeker"
  2. "Disillusion"
  3. "Würm"

## Medverkande
- Jon Anderson - Sång
- Chris Squire - Bas och sång
- Rick Wakeman - Keyboards
- Bill Bruford - Trummor på "Perpetual Change" och "Long Distance Runaround"/"The Fish (Schindleria Praematurus)"
- Alan White - Trummor på övriga låtar
- Steve Howe - Gitarr och sång